# Tita (ciruela)
Tita es una variedad cultivar de ciruelo (Prunus domestica), de las denominadas ciruelas europeas, es marca registrada.Una variedad de ciruela criada en Rumanía en el "Institutul de Cercetare – Dezvoltare pentru Pomicultura Pitesti – Maracineni" ("Instituto de investigación y desarrollo de Pomología Pitesti-Maracineni") situado en el distrito de Argeș, mediante una mutagénesis al tratar mediante radiaciones  las semillas de 'Tuleu gras'.
Las frutas tienen una talla de tamaño grande de forma ovoidea, ligeramente asimétrica, con peso promedio de 40 a 50 g; epidermis tiene una piel azul oscuro, aromática recubierta de abundante pruina, fina, y una pulpa color amarillo verdoso, textura firme crujiente, jugosidad moderada, y sabor dulce de un gusto excelente.

## Historia
'Tita' variedad de ciruela obtenida por una Mutagénesis al tratar mediante radiaciones  las semillas de 'Tuleu gras', en el "Institutul de Cercetare – Dezvoltare pentru Pomicultura Pitesti – Maracineni" ("Instituto de investigación y desarrollo de Pomología Pitesti-Maracineni") situado en el Distrito de Argeș, (Rumanía). Fue obtenida una variedad de maduración más temprana, fruto más grande y de mejor calidad que 'Tuleu gras'. Esta nueva variedad fue registrada comercialmente en el año 1991.
'Tita' debe su nombre al río rumano Pârâul lui Tita que está situado en la cuenca hidrográfica del río Danubio.

## Características
'Tita' árbol de porte semi erecto de crecimiento débil con fertilidad temprana, alta y regular. Crece mejor en un lugar cálido y soleado, idealmente protegido del viento, sus exigencias al suelo del jardín son modestas: debe ser rico en nutrientes, húmico y húmedo y no propenso a encharcarse. Flor blanca, no auto polinizable, que tiene un tiempo de floración que comienza a partir del 15 de abril con el 10% de floración, para el 19 de abril tiene una floración completa (80%), y para el 1 de mayo tiene un 90% de caída de pétalos.
'Tita' tiene una talla de tamaño grande en condiciones, forma ovoide ligeramente asimétrica, con peso promedio de 40 a 50 g; epidermis tiene una piel azul oscuro, aromática recubierta de abundante pruina, fina, gris; sutura con línea visible, de color algo más oscuro que el fruto. Situada en una depresión muy suave, algo más acentuada junto a cavidad peduncular; pedúnculo de longitud mediano, fuerte, leñoso, con escudete muy marcado, muy pubescente, con la cavidad del pedúnculo estrecha, poco profunda, rebajada en la sutura y más levemente en el lado opuesto; pulpa de color amarillo verdoso, textura firme crujiente, jugosidad moderada, y sabor dulce de un gusto excelente.
Hueso no adherente, grande, tiene una forma ampliamente elíptica desde una vista lateral, elíptica desde el frente, a veces, la pulpa puede pegarse parcialmente a sus costados.
Su tiempo de recogida de cosecha temprano, que se inicia de finales de julio a principios de agosto. Mantiene la fruta de 14 a 20 días en las condiciones óptimas de almacenamiento.

## Usos
Hay que prestar atención a su polinización cruzada, siendo imprescindible la presencia de un individuo de otra variedad como polinizador. Los frutos son atractivos en apariencia, y un sabor excelente.
Se usa comúnmente como postre fresco de mesa buena ciruela de postre de fines de verano, también se puede procesar por ejemplo en mosto, o compota.